# René de Obaldia
René de Obaldia (ur. 22 października 1918 w Hongkongu, zm. 27 stycznia 2022 w Paryżu) – francuski dramaturg, poeta i prozaik.
Podczas II wojny światowej spędził lata w stalagu na Śląsku. Rozgłos przyniosły mu sztuki tworzone z elementami teatru absurdu, językowo przypominające utwory Eugèneʼa Ionesco, choć o węższych horyzontach metafizycznych. Tworzył także wiersze i powieści. W 1999 roku został członkiem Akademii Francuskiej. Laureat wielu wyróżnień i odznaczeń państwowych.

## Utwory wydane po polsku
- Tamerlan, zdobywca serc. Bogdan Piotrowski (tłum.). Czytelnik, 1982. ISBN 83-07-00727-5. Brak numerów stron w książce
- Bogactwa naturalne. Marek Baterowicz (tłum.). Wydawnictwo Literackie, 1983. ISBN 83-08-01066-0. Brak numerów stron w książce